# Żrobki
Żrobki – wieś w Polsce położona w województwie podlaskim, w powiecie augustowskim, w gminie Bargłów Kościelny.
Według Powszechnego Spisu Ludności z 1921 roku Żrobki (wieś i folwark) zamieszkiwane były przez 242 osoby, wśród których 220 zadeklarowało wyznanie rzymskokatolickie a 22 mojżeszowe. Taki sam podział był w zdeklarowanej narodowości.
W latach 1975–1998 miejscowość administracyjnie należała do województwa suwalskiego.